# همسایه‌ها (فیلم ۱۹۳۷)
همسایه‌ها (لهستانی: Piętro wyżej) یک فیلم موزیکال کمدی رمانتیک لهستانی است که در سال ۱۹۳۷ منتشر شد. همسایه‌ها یکی از فیلم‌های مشهور جمهوری دوم لهستان و به‌شدت متأثر از فیلم‌های هالیوودی پیشا-کد است و یکی از نخستین فیلم‌هایی محسوب می‌شود که یک زن‌پوش را بر پرده سینما نشان داد.

## گزیدهٔ بازیگران
- ائوگنیوش بودو
- یوزف اوروید
- هلنا گروسوونا
- لودویک سمپولینسکی
- چسواف اسکونیچنی
- فلیکس خمورکوفسکا